# 용흥사 삼불회 괘불탱
용흥사 삼불회 괘불탱(龍興寺 三佛會 掛佛幀)은 대한민국 경상북도 상주시, 용흥사에 있는 조선시대의 탱화이다. 2003년 4월 14일 대한민국의 보물 제1374호로 지정되었다.
전체 길이가 10미터를 넘는 대형 괘불화로 중앙의 석가모니불도를 위시하여 좌측(向右)에 약사불도, 우측(向左)에 아미타불도를 별도로 그려 배치함으로써 삼세불(三世佛) 성격을 띠고 있다.
17세기 이후 유행한 군집도 형식의 전형을 보여주는 이 그림은, 화면을 상·중·하 3단으로 구분하여 3불을 중단에 자리시킨 다음 하단에는 각 협시 보살상들과 동·남방천왕을, 상단에는 서·북방천왕 및 타방불과 10대제자, 용왕·용녀, 성문중, 화불 등을 배치하였다. 각기 인물의 성격에 따른 복식과 손의 모습, 취하고 있는 자세와 지물, 색채 등만이 약간씩 다를 뿐 화면의 구성과 인물의 배치 및 위치, 구름 모양과 색채, 천개, 석가모니불로부터 뻗쳐 나가는 빛줄기 등에 이르기까지 거의 완벽하게 좌우대칭을 이루어 형식적인 면이 엿보인다. 하지만 밝고 화사한 색채의 사용과 세련된 필선에 의한 인물의 묘사로 인하여 활기가 넘쳐난다.
이 그림은 조성시기가 1684년으로 빠르고 보존상태 또한 양호할 뿐 아니라, 화사한 색채의 사용과 세련된 필선의 구사, 독특한 화면구성 등에 있어 기타 17세기 괘불탱들과는 다른 특징을 보여주고 있다. 특히 주존불인 석가모니불에서 보이는 뾰족한 육계 및 새끼손가락을 벌린 채 길게 뻗어내린 오른손의 모습은, 죽림사세존괘불탱(1622년, 보물 제1279호)으로부터 보살사영산회괘불탱(1649년, 보물 제1258호)·안심사영산회괘불탱(1652년, 국보 제297호)에까지 이어지는 특징으로 17세기 불화 연구에 중요한 자료가 된다.

## 같이 보기
- 용흥사

## 참고 자료
- 용흥사삼불회괘불탱 - 국가유산청 국가유산포털